# اشتادل آندر مور
اشتادل آندر مور (به آلمانی: Stadl an der Mur) یک منطقهٔ مسکونی در اتریش است که در مورو واقع شده‌است. اشتادل آندر مور ۱۰۶٫۷۳ کیلومتر مربع مساحت دارد ۸۸۴ متر بالاتر از سطح دریا واقع شده‌است.